# کلیسای گئورگ مقدس (برداوان)
کلیسای گئورگ مقدس (ارمنی: Սուրբ Գևորգ եկեղեցի) یک کلیسا متعلق به کلیسای حواری ارمنی واقع در شهر برداوان، استان تاووش ارمنستان می‌باشد.  این بنا به سبک معماری ارمنی طراحی شده است.